# جوزيب كاسبر ميزوفانتي
جوزيب كاسبر ميزوفانتي (17 سبتمبر 1774 - 15 مارس 1849) كان كاردينال إيطالي ومتعدد لغات مشهور.

## حياته
وُلد لأسرة متواضعة في بولونيا، وأظهر مهارة نادرة في الحفظ بالإضافة لميله للموسيقى وتعلم اللغات الأجنبية منذ صغره. تعلم في مدارس البياريست [الإنجليزية] حيث أتيحت له فرصة لقاء العديد من المبشرين من بلاد عدة. وعن طريق الحوار معهم استطاع علم عدة لغات جديدة من ضمنها السويدية والألمانية والإسبانية ولغات أمريكا الجنوبية الأصلية، إضافة للاتينية واليونانية القديمة التين تعلمهما في المدرسة. أكمل دراسة اللاهوت قبل أن يبلغ الحد الأدنى لسن رسامته ككاهن. وخلال هذه الفترة تعلم أيضًا اللغات الآسيوية؛ ثم رُسِمَ كاهنًا عام 1797 وأصبح أستاذًا للغة العربية والعبرية واللغات الآسيوية واليونانية في جامعة بولونيا.
خسر ميزوفانتي لاحقًا منصب الجامعة لرفضه أداء قسم الولاء للجمهورية الألبية، التي حكمت بولونيا وقتها. ما بين عامي 1799 و1800 زار العديد من الأجانب المصابين في الحروب النابليونية للمساعدة في علاجهم وبدأ في تعلم لغات أوروبية أخرى.
عُيِن مساعد أمين مكتبة في معهد بولونيا في 1803، وبعدها بوقت قصير أعيد إلى منصبه كأستاذ للغات الشرقية واليونانية. وفي 1808 ألغى نائب الملك كرسي اللغات الشرقية، ولكن شغله مرة أخرى عندما أعاده البابا بيوس السابع في عام 1814. وشغل ميزوفانتي هذا المنصب حتى غادر بولونيا إلى روما في عام 1831 كعضو في مجمع نشر الإيمان (Congregatio de Propaganda Fide)، وهي الهيئة الحاكمة للكنيسة الكاثوليكية للأنشطة التبشيرية. عام 1833، خلف أنجيلو ماي (Angelo Mai) في منصب الوصي العام لمكتبة الفاتيكان، وفي عام 1838 أصبح كاردينالًا وحمل لقب القديس أونوفريو آل جيانيكولو (St. Onofrio al Gianicolo) ومدير الدراسات في مجمع نشر الإيمان. شملت اهتماماته المتنوعة الأخرى علم الأعراق البشرية وعلم الآثار وعلم العملات وعلم الفلك.

## قائمة اللغات المنطوقة
ميزوفانتي كان مشهورًا بكونه متعدد لغات، ووفقا لـ (Russell 1858)، تحدث بما لا يقل عن ثلاثين لغة «بإتقان نادر»:
وعُرِفَ عنه التحدث بتسع لغات أخرى بطلاقة، ومعرفة أولية بعشرات من اللغات الأخرى على الأقل.